# جائزة أستراليا الكبرى 1991
جائزة أستراليا الكبرى 1991 هو سباق فورمولا 1 أقيم بتاريخ 3 نوفمبر 1991 في حلبة أديليد ستريت، أستراليا. كان السادس عشر من أصل 16 في بطولة العالم لسباقات الفورمولا واحد موسم 1991. حلّ البرازيلي آيرتون سينا أولا بينما جاء البريطاني نايجل مانسيل في المركز الثاني وحصل على المركز الثالث النمساوي غيرهارد بيرغر.